# Eriospermum nanum
Eriospermum nanum là một loài thực vật có hoa trong họ Măng tây. Loài này được Marloth mô tả khoa học đầu tiên năm 1929.